# Хакея клобучковая
Хакея клобучковая (лат. Hakea cucullata) — растение; вид рода Хакея семейства Протейные, эндемик юго-западной части штата Западная Австралия (Австралия).
Представляет собой прямостоящий кустарник с редкими ветвями и характерными яйцеобразными листьями, которые почти полностью обернуты вокруг стебля, цветков и плодов.

## Ботаническое описание
Хакея клобучковая — прямостоячий кустарник высотой от 1 до 4 м с редкими ветвями. Молодые ветви густо покрыты короткими волосками, цветковые стебли покрыты тёмно-коричневыми волосками.
Листья длиной 37—75 мм, шириной 38—90 мм, широкие яйцеобразные, часто с волнистым или слегка зазубренными краями. Листья бледно-зелёные, обёрнуты вокруг ствола, во время цветения листья оборачивают цветки, а позже — плоды.
Цветки образуют соцветия по 25—30 цветков на стебле 5,5—8 мм и как бы завернуты в листья. Цветки тёмно-розовые. Цветение происходит с августа по октябрь.
Деревянистые плоды 22—28 мм длиной и 14—20 мм шириной.

## Ареал и местообитание
Хакея клобучковая произрастает на горном хребте Стерлинг, к югу от него и к востоку до хребта Whoogarup, на равнинах Эсперанс, в лесу Джаррах и в регионе Уоррен. Предпочитает каменистые земли.

## Хозяйственное значение и применение
Используется как декоративное растение.